# Ruwenzori
Ruwenzori (engelska/baganda: Rwenzori), historiskt ofta benämnt "Månbergen", är en 130 km lång bergskedja/bergsmassiv i centrala Afrika. Det är beläget på gränsen mellan Uganda och Kongo-Kinshasa. Högsta toppen Mont Ngaliema (i bergsmassivet Mount Stanley) når upp till 5 109 m ö.h. Tillsammans med de ännu högre Kilimanjaro och Mount Kenya är Ruwenzori de enda afrikanska bergen med permanent snöklädda bergstoppar.

## Geologi och geografi
Bergskedjan är en avlång horst, bestående olika kristallina bergarter som gnejs, amfibolit, granit och kvartsit. Bergsmassan ligger i ett aktivt jordbävningsområde, i västra delen av det Östafrikanska gravsänkesystemet. Den skapades för tre miljoner år sedan, när urberget "pressades uppåt på grund av oerhörda krafter med ursprung djupt under jordskorpan".  
Den här horstbildningen särade på ursjön Obweruka och skapade två av dagens stora afrikanska sjöar – Albertsjön och Edwardsjön – liksom den mindre Georgesjön utefter kanten av den västliga delen av riftsystemet. Ruwenzori är alltså en av de få höga bergsmassorna i östra Afrika som inte har vulkaniskt ursprung. 

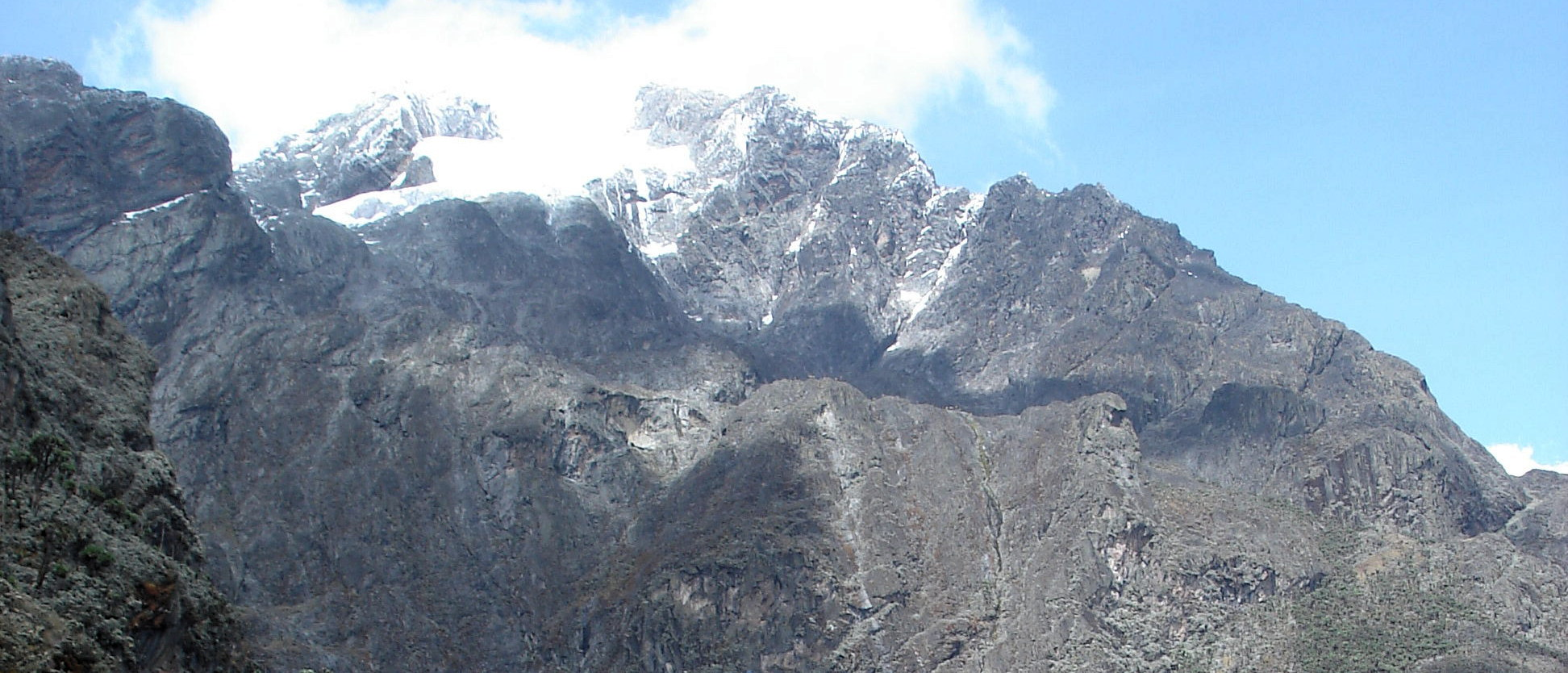
Ngaliematoppen på Mount Stanley är bergskedjans högsta topp.

Bergskedjan är uppbyggd av sex olika bergsmassiv, åtskilda av djupa dalar. Mount Stanley-massivet är det högsta av massiven, med Ngaliematoppen som högsta topp. Bergen består mest av metamorfa bergarter, och de tros ha blivit lutade och ihoptryckta genom plattektoniska rörelser. Ruwenzori befinner sig i ett extremt regnrikt område, och bergen är ofta molntäckta.

### De sex bergsmassiven[5](med urval av toppar)
- Mount Stanley (5 109 m) (Kongo/Uganda) (Ngaliematoppen, Umberto, Kraepelin, Albert)
- Mount Speke (4 890 m) (Kongo/Uganda)
- Mount Baker (4 843m) (Uganda)
- Mount Emin (4 798m)
- Mount Gessi (4 715m)
- Mount Luigi di Savoia (4 627 m)

## Mänsklig historik

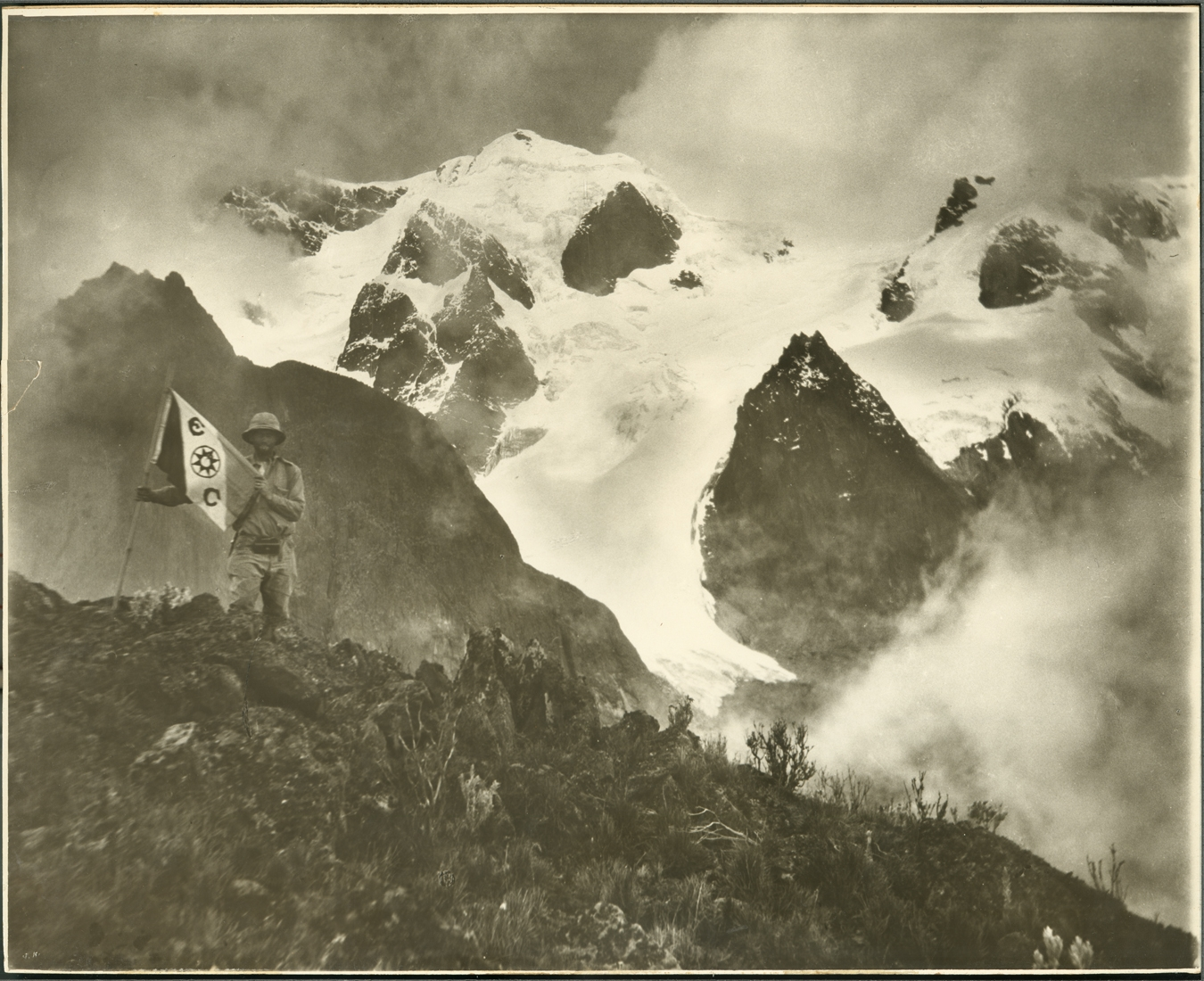
Ornitologen James P. Chapin, under 1925 års expedition till Ruwenzori.

Bergsmassivet var möjligen känt i Medelhavsområdet redan runt år 150 e Kr. Då ritade geografen Klaudios Ptolemaios ett berg mellan två flodarmar, på en något skissartad karta över Afrika. Detta födde legenden om "Månbergen" vid Nilens källa.
Dessa mytiska berg fascinerade och förbryllade slavhandlare, upptäcktsresanden och andra. 1864 fann Samuel White Baker fram till Albertsjön, en av Nilens källsjöar, och spred därefter ryktet om områdets höga berg. Själva Ruwenzori upptäcktes då inte, och de passerade området utan att se annat än molntäckta höjder. Bakers skriverier lockade fler forskningsresande till området, inklusive amerikanen Henry Morton Stanley. 1889 fick han, som förste västerlänning, se Ruwenzori och kopplade då samman upptäckten med månbergsmyten. Stanley myntande också namnet Ruwenzori, genom att slå samman två olika lokala beteckningar.
Fram till 1905 gjordes ett antal olika misslyckade försök att bestiga Ruwenzori. Först 1905 genomförde den första egentliga bergsklättringen av alpinistkaraktär, i en expedition anförd av Douglas William Freshfield. Ngaliematoppen nåddes första gången 1906, av ett bergsklättrarlag på elva man (bland dem fotografen Vittorio Sella) lett av Ludvig Amadeus, hertig av Abruzzerna.

## Flora och fauna

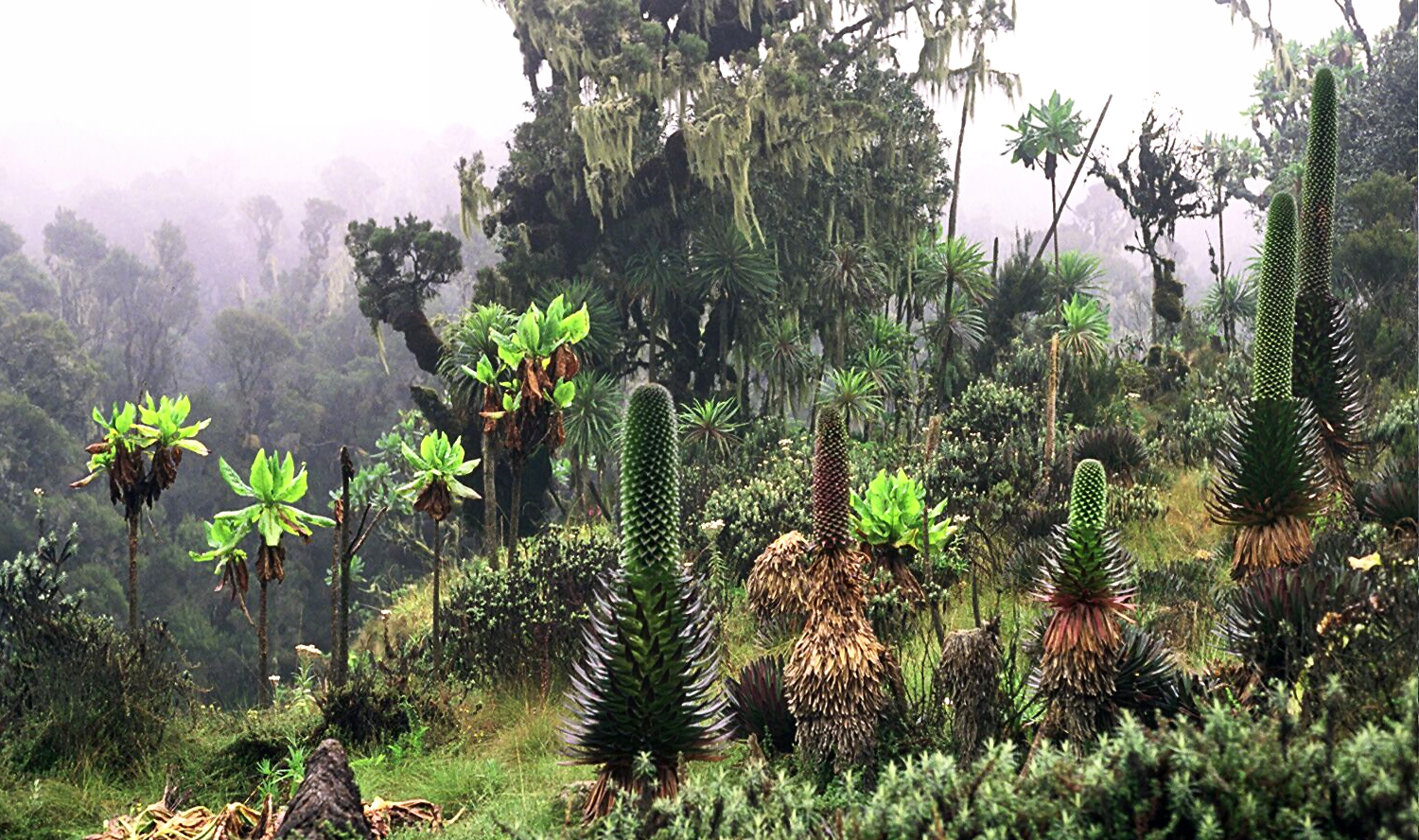
Nedre Bigo-mossen på 3 000 meters höjd, med en gigantisk lobelia i förgrunden.

I Ruwenzori finns fem skilda vegetationszoner, beroende på höjd över havet:
5. afro-alpin fjällhed/mosse (4 000–4 500 m)

4. ljunghed (3 000–4 000 m)

3. bambu/mimulopsis (2 500–3 500 m)

2. molnskog (2 000–3 000 m)

1. gräs (1 000–2 000 m)
Dimskogar täcker de lägre delarna av bergen, medan snö och små glaciärer finns på de högsta topparna. På högre höjder når en del växter ovanlig storlek, exempelvis lobelia. Vegetationen på Ruwenzori är unik för bergsmiljöerna i Ekvatorialafrika.
Ruwenzori täcks delvis av två nationalparker, Ruwenzoribergens nationalpark på den ugandiska sidan och Virunga nationalpark väster om gränsen. Båda nationalparkerna är upptagna på Unescos världsarvslista.